# Gaumennahterweiterung

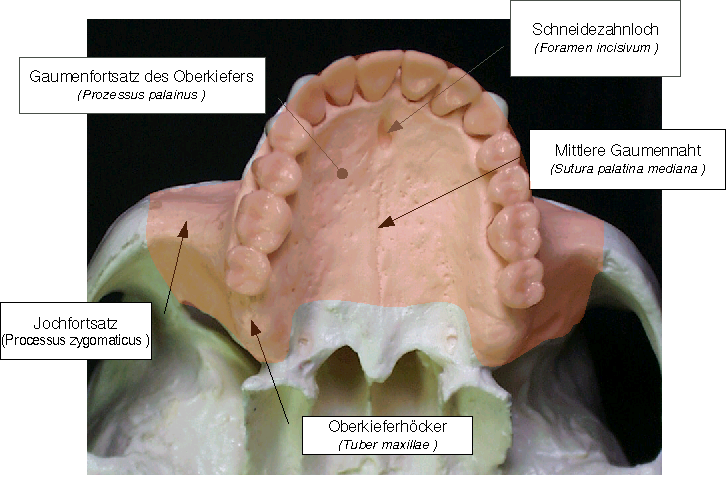
Oberkiefer, Ansicht von kaudal

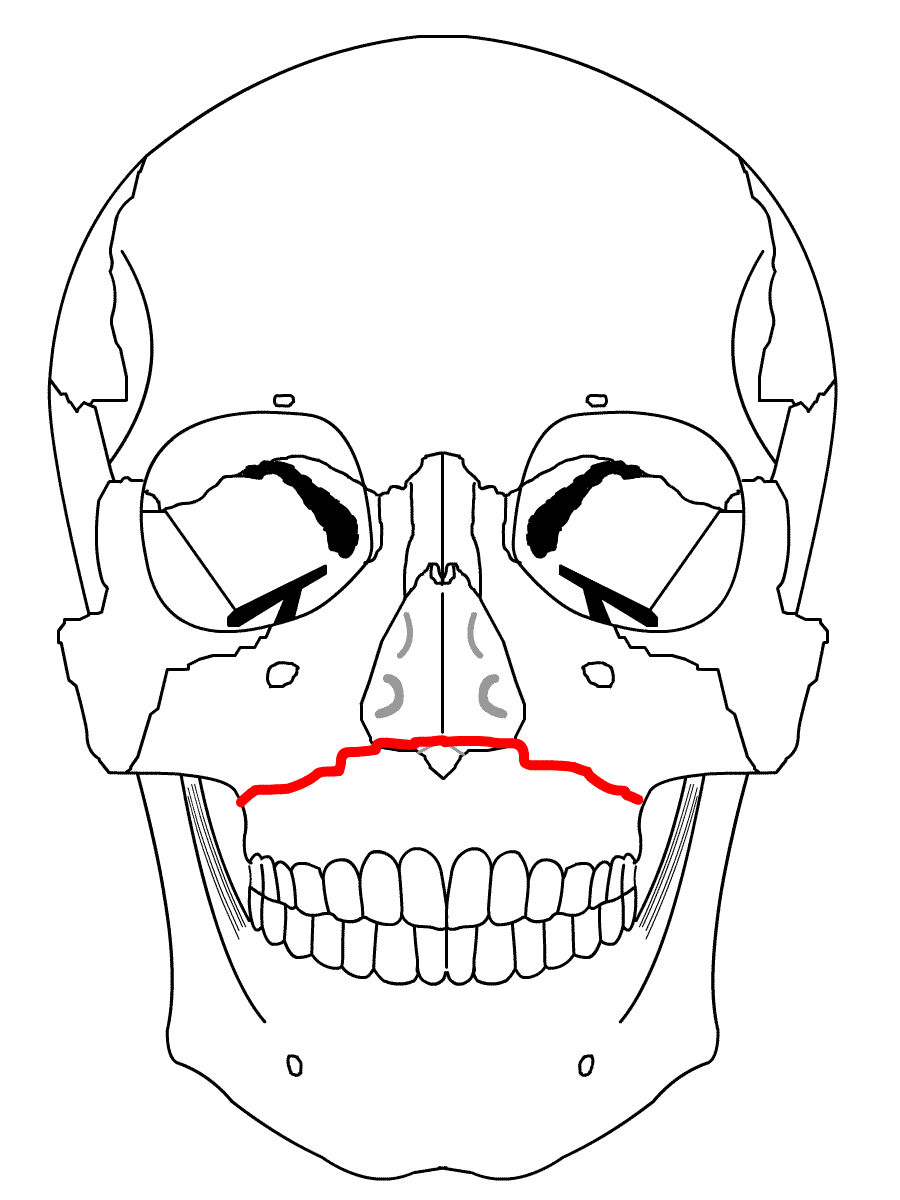
Le-Fort-I

Eine Gaumennahterweiterung (GNE, auch Gaumennahtsprengung, Gaumenschnelldehnung, forcierte Gaumennahterweiterung) ist eine kieferorthopädische Behandlung eines Schmalkiefers. Sie dient zur transversalen Erweiterung des Oberkiefers. Das Verfahren wird bei ausgeprägten Diskrepanzen zwischen dem Ober- und Unterkieferzahnbogen angewandt und erfolgt beim Ausgewachsenen mit kieferchirurgischer Unterstützung.

## Konventionelle Gaumennahterweiterung
Zur Dehnung des Oberkiefers erfolgt in aller Regel eine Abstützung an den 1. Prämolaren und den 1. Molaren (z. B. mittels Bändern) und einer Dehnschraube (Hyraxschraube), welche durch ein Aufschrauben der transversalen Erweiterung dient. Für die korrekte Aktivierung dieser Schraube gibt es zahlreiche Varianten. Meistens drehen der Patient oder ihm nahestehende Dritte die Schraube in heimischer Umgebung ein- bis dreimal täglich auf und der Behandlungserfolg wird in regelmäßigen Abständen kontrolliert.

## Chirurgisch unterstützte Gaumennahterweiterung
Im Laufe der Pubertät verknöchert die Sutura palatina mediana zwischen den beiden Gaumenhälften. Daher muss die Sutur durch einen kieferchirurgischen Eingriff geschwächt werden, bevor der Kieferorthopäde die oben beschriebene Behandlung vornehmen kann. Der Eingriff der paramedianen „Schwächung“ kann ambulant in Lokalanästhesie durchgeführt werden.
Daneben kann eine modifizierte LeFort-l-Osteotomie vom Kieferchirurgen durchgeführt werden. Diese ist zwingend stationär in intranasaler Intubationsanästhesie durchzuführen. Die kieferorthopädische Apparatur wird bereits vor der Operation durch den Kieferorthopäden eingesetzt. Nach vestibulärer Inzision in Regio 12–15 und 22–25 erfolgt die laterale Osteotomie der Kieferhöhlenwand von der Apertura piriformis bis zum Tuber maxillae und anschließender Lösung der Tuber-Pterygoid-Verbindung durch eine Meißelosteotomie. Nach einigen Tagen wird die Dehnung durch den Kieferchirurgen eingeleitet, der die Schraube täglich um 1–2 mm aktiviert.

## Auswirkungen auf die Nasenatmung
Bei Patienten, die eine Verengung im anterioren und kaudalen Anteil der nasalen Strukturen aufweisen, weist die Gaumennahterweiterung frühzeitig einen positiven Effekt auf die Nasenatmung auf und stellt eine effektive Behandlungsmethode zur Verbesserung der Nasenpassage mit Korrektur transversaler Diskrepanzen im Oberkiefer dar.

## Häufige Indikationen
- Missverhältnis zwischen Ober- und Unterkiefer in der transversalen Ausdehnung
- Kreuzbisse
- Malokklusionen
- Respiratorische Schwierigkeiten
- Engstand